# Voetbal in Peru
Voetbal is de meest populaire sport in Peru.

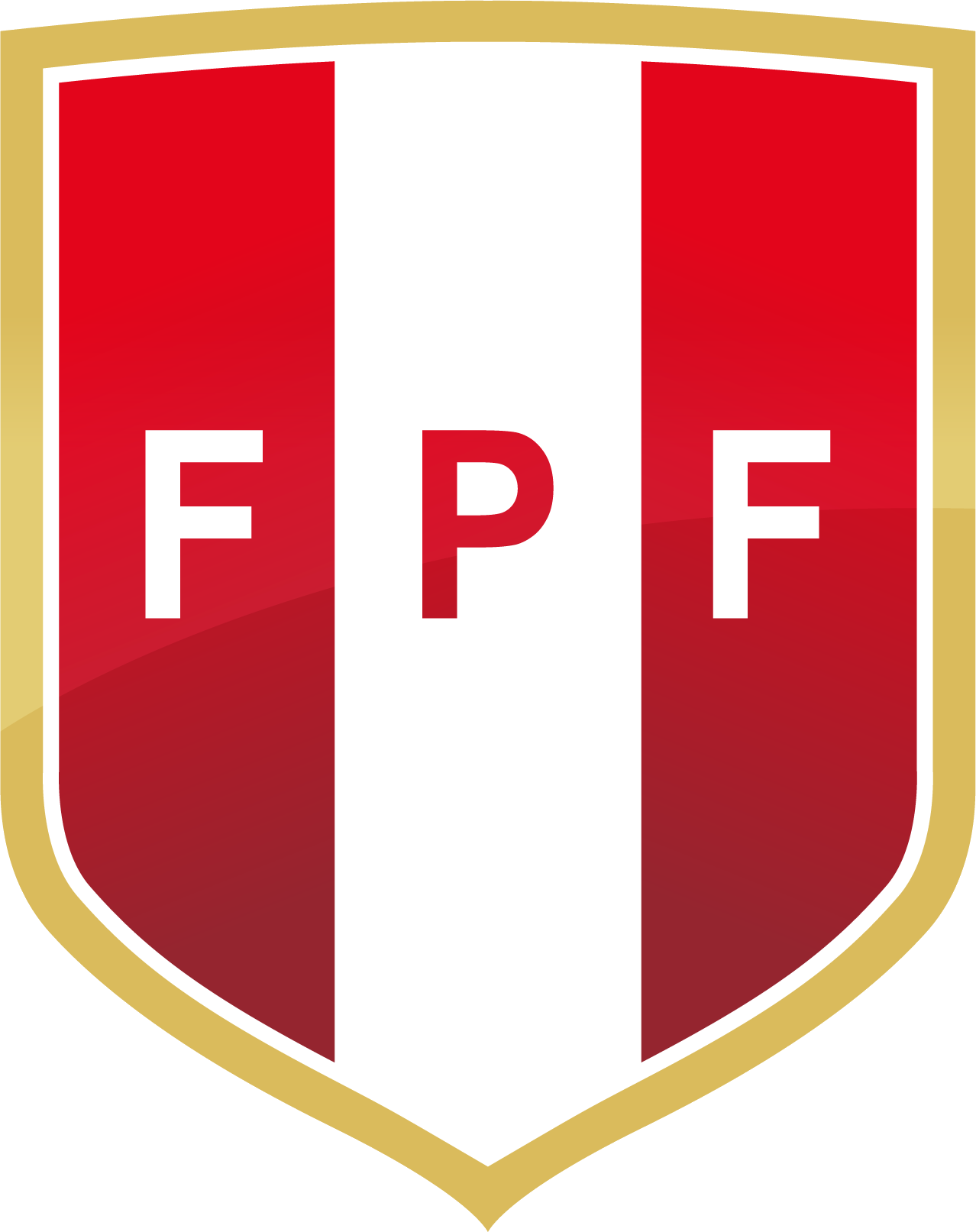
Logo van de Peruaanse voetbalbond

## Geschiedenis
De sport werd in het land geïntroduceerd door Britse immigranten, Peruanen die terugkeerden van de Britse eilanden, en door Engelse zeelieden die eind 19e eeuw in de haven van Callao aankwamen, een van de belangrijkste in de Stille Oceaan.
Tijdens de twintigste eeuw verschenen nieuwe clubs die de belangrijkste in het land werden zoals Alianza Lima (Lima, 1901), Cienciano (Cusco, 1901), FBC Melgar (Arequipa, 1915), de club van de Italiaanse gemeenschap Circolo Sportivo Italiano (Lima, 1917), Atlético Grau ( Piura, 1919), Alianza Atletico (Sullana, 1920), Universitario de Deportes (Lima, 1924), Sport Boys (Callao, 1927), en kolonel Bolognesi (Tacna, 1929). De eerste Peruaanse amateurcompetitie (Escudo Dewar) werd tussen 1912 en 1921 gespeeld door clubs uit Lima en El Callao. De Peruaanse voetbalbond werd opgericht in 1922 en begon in 1926 met het organiseren van de nieuwe amateurcompetitie.
In 1925 trad de Peruaanse voetbalfederatie toe tot de Zuid-Amerikaanse voetbalbond (CONMEBOL), maar de herstructurering van de Peruaanse competitie verhinderde de oprichting van een nationaal voetbalteam dat in staat was deel te nemen aan het Zuid-Amerikaanse kampioenschap van 1925 of in de 1926 kampioenschap.
In de jaren 1920 en 1930 maakten Peruaanse clubs, vanwege de grote vraag naar de vaardigheden van hun spelers, een reeks internationale tournees door Zuid-Amerika, waarbij ze plaatsen als Colombia, Venezuela en Chili bezochten.
Het WK 1930 was een interessante ervaring voor alle deelnemende teams. Dit eerste Peruaanse optreden tegen de Roemeense nationale ploeg werd gekenmerkt door problemen: Mario de las Casas, de rechtsback van de Peruaanse nationale ploeg, kwam in botsing met de Roemeense spits Adalbert Steiner en brak daarbij zijn been. In de 56e minuut was er een botsing tussen de spelers van beide teams, wat resulteerde in de eerste uitsluiting in de geschiedenis van het WK, toen de Peruaanse aanvoerder Plácido Galindo een overtreding beging op de Roemeense spits László Raffinsky en uit de wedstrijd werd gezet. Dan zou het tijd zijn om tegen Uruguay te spelen in een wedstrijd die het Centenario Stadium opende, waarvan het resultaat gunstig was voor het lokale team.

### Deelname aan de Olympische Spelen en het Zuid-Amerikaanse kampioenschap in 1939
Op de Olympische Spelen van 1936 in Berlijn, gehouden tijdens de regering van Adolf Hitler, liet Peru zien hoeveel het sinds 1930 was verbeterd. Bij deze gelegenheid had het Peruaanse team de figuren van Teodoro Fernández en Alejandro Villanueva. Het Peruaanse team begon Finland te verslaan met 7 doelpunten tegen 3. In de kwartfinale versloegen ze Oostenrijk in een zeer controversiële wedstrijd. De Oostenrijkers eisten een rematch op grond van het feit dat Peruaanse fans het veld waren binnengevallen en de Oostenrijkse spelers hadden mishandeld. Er werd nooit naar de Peruaanse verdediging geluisterd en het Olympisch Comité en de FIFA gaven de voorkeur aan de Oostenrijkers. De rematch was gepland voor 10 augustus op een gesloten veld en werd vervolgens verplaatst naar 11 augustus. Als teken van protest tegen deze acties, die de Peruanen als beledigend en discriminerend beschouwden, verlieten de Olympische delegaties van Peru en Colombia Duitsland.

## Competities

### Peruaanse voetbalcompetitie
De Primera División Peruana of Liga 1 Betsson om sponsorredenen, ook wel het Nationaal Kampioenschap genoemd omdat het landelijk wordt gespeeld, is de hoogste Peruaanse voetbalcompetitie .

#### Kampioenen
| Jaar | Kampioen                       |
| ---- | ------------------------------ |
| 1912 | Lima Cricket FBC (1)           |
| 1913 | Club Jorge Chávez (1)          |
| 1914 | Lima Cricket FBC (2)           |
| 1915 | Sport José Gálvez (1)          |
| 1916 | Sport José Gálvez (2)          |
| 1917 | Sport Juan Bielovucic (1)      |
| 1918 | Alianza Lima (1)               |
| 1919 | Alianza Lima (2)               |
| 1920 | Sport Inca (1)                 |
| 1921 | Sport Progreso (1)             |
| 1926 | Sport Progreso (2)             |
| 1927 | Sport Alianza (3)              |
| 1928 | Alianza Lima (4)               |
| 1929 | Universitario de Deportes (1)  |
| 1930 | Atlético Chalaco (1)           |
| 1931 | Alianza Lima (5)               |
| 1932 | Alianza Lima (6)               |
| 1933 | Alianza Lima (7)               |
| 1934 | Universitario de Deportes (2)  |
| 1935 | Sport Boys (1)                 |
| 1937 | Sport Boys (2)                 |
| 1938 | Deportivo Municipal (1)        |
| 1939 | Universitario de Deportes (3)  |
| 1940 | Deportivo Municipal (2)        |
| 1941 | Universitario de Deportes (4)  |
| 1942 | Sport Boys (3)                 |
| 1943 | Deportivo Municipal (3)        |
| 1944 | Mariscal Sucre (1)             |
| 1945 | Universitario de Deportes (5)  |
| 1946 | Universitario de Deportes (6)  |
| 1947 | Atlético Chalaco (2)           |
| 1948 | Alianza Lima (8)               |
| 1949 | Universitario de Deportes (7)  |
| 1950 | Deportivo Municipal (3)        |
| 1951 | Sport Boys (4)                 |
| 1952 | Alianza Lima (9)               |
| 1953 | Mariscal Sucre (2)             |
| 1954 | Alianza Lima (10)              |
| 1955 | Alianza Lima (11)              |
| 1956 | Sporting Cristal (1)           |
| 1957 | Centro Iqueño (1)              |
| 1958 | Sport Boys (5)                 |
| 1959 | Universitario de Deportes (8)  |
| 1960 | Universitario de Deportes (9)  |
| 1961 | Sporting Cristal (2)           |
| 1962 | Alianza Lima (12)              |
| 1963 | Alianza Lima (13)              |
| 1964 | Universitario de Deportes (10) |
| 1965 | Alianza Lima (14)              |
| 1966 | Universitario de Deportes (11) |
| 1967 | Universitario de Deportes (12) |
| 1968 | Sporting Cristal (3)           |
| 1969 | Universitario de Deportes (13) |
| 1970 | Sporting Cristal (4)           |
| 1971 | Universitario de Deportes (14) |
| 1972 | Sporting Cristal (5)           |
| 1973 | Defensor Lima (1)              |
| 1974 | Universitario de Deportes (15) |
| 1975 | Alianza Lima (15)              |
| 1976 | Unión Haral (1)                |
| 1977 | Alianza Lima (16)              |
| 1978 | Alianza Lima (17)              |
| 1979 | Sporting Cristal (6)           |
| 1980 | Sporting Cristal (7)           |
| 1981 | FBC Melgar (1)                 |
| 1982 | Universitario de Deportes (16) |
| 1983 | Sporting Cristal (8)           |
| 1984 | Sport Boys (6)                 |
| 1985 | Universitario de Deportes (17) |
| 1986 | Deportivo San Agustín (1)      |
| 1987 | Universitario de Deportes (18) |
| 1988 | Sporting Cristal (9)           |
| 1989 | Unión Huaral (2)               |
| 1990 | Universitario de Deportes (19) |
| 1991 | Sporting Cristal (10)          |
| 1992 | Universitario de Deportes (20) |
| 1993 | Universitario de Deportes (21) |
| 1994 | Sporting Cristal (11)          |
| 1995 | Sporting Cristal (12)          |
| 1996 | Sporting Cristal (13)          |
| 1997 | Alianza Lima (18)              |
| 1998 | Universitario de Deportes (22) |
| 1999 | Universitario de Deportes (23) |
| 2000 | Universitario de Deportes (24) |
| 2001 | Alianza Lima (19)              |
| 2002 | Sporting Cristal (14)          |
| 2003 | Alianza Lima (20)              |
| 2004 | Alianza Lima (21)              |
| 2005 | Sporting Cristal (15)          |
| 2006 | Alianza Lima (22)              |
| 2007 | Universidad San Martín (1)     |
| 2008 | Universidad San Martín (2)     |
| 2009 | Universitario de Deportes (25) |
| 2010 | Universidad San Martín (3)     |
| 2011 | Juan Aurich (1)                |
| 2012 | Sporting Cristal (16)          |
| 2013 | Universitario de Deportes (26) |
| 2014 | Sporting Cristal (17)          |
| 2015 | Melgar (2)                     |
| 2016 | Sporting Cristal (18)          |
| 2017 | Alianza Lima (23)              |
| 2018 | Sporting Cristal (19)          |
| 2019 | Binacional (1)                 |
| 2020 | Sporting Cristal (20)          |
| 2021 | Alianza Lima (21)              |

### Tweede Peruaanse voetbaldivisie
De Tweede Peruaanse voetbaldivisie is een Peruaanse professionele voetbalcompetitie. Het is het tweede niveau van de Peruaanse voetbalcompetitie en dient als promotie naar de eerste divisie. De organisatie is verantwoordelijk voor de Peruaanse voetbalbond en komt overeen met een van de twee professionele voetbalcategorieën in Peru.
Sinds de oprichting in 1936 heette de competitie de Tweede Divisie van Lima, in 1988 werd het omgedoopt tot de Tweede Professionele Divisie en sinds 2006 de Tweede Nationale Divisie sinds het begon te spelen met clubs uit verschillende regio's van Peru.